# Fiona
Fiona is een meisjesnaam. De naam zou bedacht zijn door de Schotse dichter James Macpherson (1736-1796) en vervolgens als pseudoniem gebruikt door de Schotse schrijver William Sharp (1855-1905), die enkele romans schreef onder de naam "Fiona Macleod". De naam "Fiona" is een gelatiniseerde vrouwelijke vorm van het Gaelic woord fionn, wat "blond" of "wit" betekent.

## Bekende naamdragers
- Fiona Dolman, Brits actrice
- Fiona Hering, Nederlands verslaggeefster, auteur en presentatrice
- Fiona Shaw, Iers actrice
- Fiona Tan, Nederlands kunstenares

- Fiona
- Fiona (orkaan)
- Fiona (slak)
- Fiona Apple
- Fiona Burnett
- Fiona Crawley
- Fiona Dewaele
- Fiona Dolman
- Fiona Dourif
- Fiona Ferro
- Fiona Gubelmann
- Fiona Hering
- Fiona Hogan
- Fiona Kolbinger
- Fiona Livingston
- Fiona May
- Fiona McIntosh
- Fiona Rempt
- Fiona Shaw
- Fiona Stanley
- Fiona Steil-Antoni
- Fiona Tan
- Fiona Volpe
- Fiona Yuen
- Fiona Zondervan
- Fiona pinnata